# Boks na Igrzyskach Azjatyckich 2014
Boks na Igrzyskach Azjatyckich 2014 odbywał się w dniach 23 września – 3 października 2014 roku. Rywalizacja odbywała się w Seonhak Gymnasium w Inczon w trzynastu konkurencjach.

## Podsumowanie

### Klasyfikacja medalowa
| Klasyfikacja medalowa | Klasyfikacja medalowa | Klasyfikacja medalowa | Klasyfikacja medalowa | Klasyfikacja medalowa | Klasyfikacja medalowa |
| Miejsce               | państwo               | Złoto                 | Srebro                | Brąz                  | Razem                 |
| --------------------- | --------------------- | --------------------- | --------------------- | --------------------- | --------------------- |
| 1                     | Kazachstan            | 6                     | 2                     | 2                     | 10                    |
| 2                     | Korea Południowa      | 2                     | 3                     | 1                     | 6                     |
| 3                     | Chiny                 | 1                     | 2                     | 0                     | 3                     |
| 4                     | Indie                 | 1                     | 0                     | 4                     | 5                     |
| 5                     | Tajlandia             | 1                     | 0                     | 1                     | 2                     |
| =                     | Mongolia              | 1                     | 0                     | 1                     | 2                     |
| 7                     | Korea Północna        | 1                     | 0                     | 0                     | 1                     |
| 8                     | Uzbekistan            | 0                     | 2                     | 2                     | 4                     |
| 9                     | Iran                  | 0                     | 2                     | 1                     | 3                     |
| 10                    | Filipiny              | 0                     | 1                     | 3                     | 4                     |
| 11                    | Jordania              | 0                     | 1                     | 2                     | 3                     |
| 12                    | Japonia               | 0                     | 0                     | 3                     | 3                     |
| 13                    | Turkmenistan          | 0                     | 0                     | 2                     | 2                     |
| =                     | Wietnam               | 0                     | 0                     | 2                     | 2                     |
| 15                    | Kirgistan             | 0                     | 0                     | 1                     | 1                     |
| =                     | Pakistan              | 0                     | 0                     | 1                     | 1                     |
| Razem                 | Razem                 | 13                    | 13                    | 26                    | 52                    |

### Medaliści
| Konkurencja               | 1. miejsce             | 2. miejsce                 | 3. miejsce                                      |
| Mężczyźni                 | Mężczyźni              | Mężczyźni                  | Mężczyźni                                       |
| ------------------------- | ---------------------- | -------------------------- | ----------------------------------------------- |
| Kategoria papierowa       | Shin Jong-hun          | Birzhan Zhakypov           | Mark Barriga Turat Osmonov                      |
| Kategoria musza           | Iljas Sulejmenow       | Shaxobidin Zoirov          | Shota Hayashida Muhammad Waseem                 |
| Kategoria kogucia         | Ham Sang-myeong        | Zhang Jiawei               | Kairat Yeraliyev Mario Fernández                |
| Kategoria lekka           | Otgondalai Dorjnyambuu | Charly Suarez              | Satoshi Shimizu Alkasbeh Obada Mohammad Mustafa |
| Kategoria lekkopółśrednia | Wuttichai Masuk        | Lim Hyun-chul              | Aziz Bebitov Masatsugu Kawachi                  |
| Kategoria półśrednia      | Daniyar Yeleussinov    | Israil Madrimov            | Serdar Hudayberdiyev Apichet Saensit            |
| Kategoria średnia         | Zhanibek Alimkhanuly   | Odai Riyad Adel al-Hindawi | Vikas Krishan Wilfredo Lopez                    |
| Kategoria półciężka       | Ädylbek Nijazymbetow   | Kim Hyeong-kyu             | Ehsan Rouzbahani Oybek Mamazulunov              |
| Kategoria ciężka          | Anton Pinchuk          | Ali Mazaheri               | Park Namhyeong Ihab Mahmoud Darweesh Almatbouli |
| Kategoria superciężka     | Iwan Dyczko            | Jasem Delavari             | Satish Kumar Mirzohidjon Abdullaev              |
| Kobiety                   |                        |                            |                                                 |
| Kategoria musza           | Mary Kom               | Żajna Szekierbiekowa       | Lê Thị Bằng Mjagmardulamyn Nandinceceg          |
| Kategoria lekka           | Yin Junhua             | Park Ji-na                 | Lưu Thị Duyên Laishram Sarita Devi              |
| Kategoria średnia         | Jang Un-hui            | Li Qian                    | Marina Wolnowa Pooja Rani                       |